# Лоранце Алто (Торино)
Лоранце Алто је насеље у Италији у округу Торино, региону Пијемонт.
Према процени из 2011. у насељу је живело 229 становника. Насеље се налази на надморској висини од 402 м.